# Major Lopes
Antônio Lopes de Oliveira (Cidade desconhecida, segunda metade do século XIX - Alto Rio Doce, primeira metade do século XX), alcunhado de Major Lopes ou Capitão Lopes, reconhecidamente um homem negro, foi o primeiro delegado da Cidade de Minas, atual Belo Horizonte. Ele dá nome a uma conhecida rua do bairro São Pedro, reconhecida como ponto de concentração de famosos bares da cidade.

## História
A história do, então, capitão Lopes com Belo Horizonte começa no contexto da construção da Nova Capital de Minas Gerais. A implantação da Cidade de Minas, nome da capital até 1901, visou propiciar ao Estado uma configuração espacial, política, econômica e social condizente com os ideários da República recém-proclamada. Desse modo, a Comissão Construtora da Nova Capital (CCNC), liderada por Aarão Reis, entrou em cena, para planejar e fixar a cidade no terreno escolhido previamente.
Como parte do projeto de organização da nova localidade e com a intenção de garantir a ordem, uma força policial foi transferida para o lugar. Nesse sentido, Aarão Reis solicitou ao Secretário do Interior que encarregasse um responsável pela segurança da localidade e posteriormente, Antônio Lopes de Oliveira, o capitão Lopes, antigo delegado especial de Sabará, assumiu a segurança da cidade, como subdelegado, em 15 de janeiro de 1895, sendo que tomou posse em 7 de fevereiro do mesmo ano. Permaneceu a frente da delegacia de polícia da nova capital por 20 anos, até 1915.
Liderando a força policial da futura capital por meio da Brigada Policial, em boa medida, o capitão atuou a serviço de manutenção dos interesses republicanos da elite. Antônio Lopes “se movia com sabedoria, critério e firmeza inflexível”, assumiu a segurança da cidade, como subdelegado, em 15 de janeiro de 1895, sendo que tomou posse em 7 de fevereiro do mesmo ano, era uma figura pública estimada pela sociedade geral, assim como temido pelos arruaceiros, assumiu a segurança da cidade, como subdelegado, em 15 de janeiro de 1895, sendo que tomou posse em 7 de fevereiro do mesmo ano, por não aceitar que a disciplina e a ordem da cidade fossem violadas.

Retrato de Antônio Lopes de Oliveira, o Major Lopes, 1897. Acervo Museu Histórico Abílio Barreto

Na visão do historiador Abílio Barreto, em certos momentos, o delegado pode até ter se excedido na força, que é justificada como um meio para manter a ordem contra aqueles que não a respeitavam. Um exemplo da rigidez que o capitão Lopes empregava na cidade foi um edital que publicou em 31 de março de 1896, proibindo quaisquer tipos de jogos na cidade, pois estes, segundo ele, estimulavam a baderna e a desordem, interrompendo o sossego público. Em 1897, o aparato policial contava com dois delegados, um responsável pelos municípios do Estado e outro somente pela capital, o capitão da Brigada policial, Antônio Lopes de Oliveira.

A figura do capitão Lopes é vista em poemas da época, na literatura e em documentos oficiais. No romance Totônio Pacheco, de João Alphonsus, publicado em 1935 é possível notar como a presença do capitão foi marcante para a Cidade de Minas, pela fala da personagem Bellino “eu assisti começar a fazer Belo Horizonte. Isto aqui era um farwest (sic), coronel! Revolver na cintura e fé em Deus e no major Lopes.”. Desse modo, até mesmo na ficção, a figura de ação “pronta, segura, justa e decisiva para cada caso surgido” do capitão era notada. Todavia, essa visão de Lopes não era compartilhada por todos, uma publicação jocosa em forma de quadrinhas foi dirigida ao homem, após o edital proibindo jogos.
“O Cunha, que faz barulho/ Massa de pães a bater,/ Andou também por um triz/ Ao galinheiro perder

Acorda, polícia, acorda!/ Desperta “seu” capitão!/ Já roubaram ao barbeiro/ Lá na Rua do Capão”
Em resumo, a publicação zombava de um roubo de galinha e alardeava a polícia, chamando ao capitão Lopes, para solucionar o crime cometido pelo animal.

Relógio de pêndulo com folhas que pertenceu ao Major Lopes, primeira metade do século XIX. Acervo Museu Histórico Abílio Barreto

Capitão Lopes era casado com Generosa Garcia Senna e residiu na rua Parayba, número 1470. Ele era descrito como um homem “alto, moreno-escuro, corpulento, desempenado, calmo, voz suave, sempre risonho, muito amável, prudente, prestimoso e de uma energia férrea”, o perfil traçado pelo historiador Abílio Barreto condiz, na medida do possível, com a imagem presente no acervo do Museu Histórico Abílio Barreto (MHAB). Em 1907, Generosa faleceu e Lopes foi viver com um casal de amigos, o sargento Olympo do Primeiro Batalhão e sua esposa Mariquinha. Depois de certo tempo, se aposentou e atingiu a patente de Major nas Forças Policiais. No final de sua vida, Major não conseguia se manter com o soldo de capitão reformado do Corpo Policial, como também não havia recebido a gratificação pela posição, motivo pelo qual não pôde manter sua residência na capital e se mudou para o Alto Rio Doce. Uma materialidade desse momento da mudança de residência foi o relógio de parede que Lopes doou a mãe, ao se desfazer dos móveis, também parte do acervo do MHAB. Antônio Lopes de Oliveira não teve um final de vida digno e reconhecido dos feitos que empreendeu em vida, foi injustiçado e, em boa medida, apagado da história da capital.
No ano de 1930, por força de um decreto do então prefeito da cidade de Belo Horizonte, Alcides Lins, a avenida originalmente denominada México foi renomeada como Major Lopes "em consideração os inolvidaveis serviços prestados pelo Capitão Antonio Lopes de Oliveira á Construcção da Nova Capital".

## Forças Policiais de Minas Gerais
A Brigada Policial foi criada em 1894 pela Assembleia Legislativa de Minas Gerais, que tinha por objetivo manter as instituições republicanas, a ordem e a segurança pública. O capitão Lopes era um dos integrantes dessa instituição de forças públicas, compondo um posto de média patente. A hierarquia do batalhão era constituída do seguinte modo: Coronel, Tenente Coronel, Major, Capitão, Capitão Médico, Tenente e Alferes. Vale enfatizar que as forças policiais do estado estavam submetidas a Secretaria do Interior, que era responsável pela justiça, higiene, instrução pública e segurança.
Capitão Lopes era uma figura moldada pelas concepções de um bom agente de segurança, com uma única exceção. No momento inicial da república, a figura individual do agente da força pública seguia aos ideais europeus, ou seja, o policial, além de honesto, fiel, saudável, deveria ser branco, o que não correspondia a corporeidade do capitão Lopes.

## Negritude e Racismo
Capitão Lopes, um homem negro, representou um quadro não recorrente no período, ao conseguir ascender na sociedade brasileira. O modelo colonial brasileiro foi baseado na escravização da população negra, que somente foi oficialmente extinta no ano de 1888, por meio da Lei Áurea. Desse modo, o cenário do século XX era o de pós abolição e esse processo de libertação, em termos sociais, negou à população escravizada, negra, o direito de integração na sociedade da época, não fornecendo nenhum tipo de suporte a esse grupo.
Um dos principais fatores de exclusão social da população negra nesse momento inicial da República, instaurada em 1889, foi a falta de letramento. Capitão Lopes foi um indivíduo negro dotado da habilidade da escrita, visto que publicava editais e escrevia cartas. Nessa concepção, o acesso à educação, seja formal ou informal, seria uma das saídas para a integração dessa população na sociedade da época.  
Capitão Lopes tinha a sua cor de pele desconsiderada nos documentos, somente Abílio Barreto o descreveu como “moreno escuro”. Essa omissão, de fundo racista, vai de encontro ao processo de branqueamento racial, estimulado pelo governo republicano. Uma consequência do projeto foi o desaparecimento de dados sobre a cor dos indivíduos em documentos pós-abolição. a exemplo dos censos demográficos brasileiros de 1900 e 1920.